# Sinfonía de Antígona
Pour les articles homonymes, voir Sinfonia et Symphonie no 1.

La Sinfonía de Antígona de 1933 est la première symphonie du compositeur mexicain Carlos Chávez.
Cette œuvre a pour origine une musique de scène pour Antigone de Jean Cocteau, d'après la pièce Antigone de Sophocle. Dans cette symphonie, il tente de rendre une atmosphère archaïque à travers une polyphonie modale, des harmonies fondées sur des quartes et des quintes, et l'emploi prédominant d'instruments à vent.
Elle a été créée à Mexico sous la direction du compositeur le 15 décembre 1933.
Elle consiste en un seul mouvement. Son exécution dure à peu près dix minutes.

## Discographie
- L'orchestre symphonique du stade de New York dirigé par Carlos Chávez (Everest)
- L'orchestre symphonique de Londres dirigé par Eduardo Mata, 1981 (Vox).
- L'orchestre philharmonique royal dirigé par Enrique Bátiz (ASV).